# Agnès Vesterman
 (juin 2014).
Si vous disposez d'ouvrages ou d'articles de référence ou si vous connaissez des sites web de qualité traitant du thème abordé ici, merci de compléter l'article en donnant les références utiles à sa vérifiabilité et en les liant à la section « Notes et références ».
Agnès Vesterman est une violoncelliste française.

## Biographie
```
Agnès Vesterman   
```

Violoncelliste et improvisatrice, nourrie de la grande tradition classique et exploratrice de nouveaux modes d’expression, Agnès Vesterman trace un chemin original à la frontière des mondes artistiques entre concerts classiques et de multiples collaborations transversales vers le théâtre , le cinéma et d'autres styles de musique traditionnelles et contemporaines.
Après des études auprès de Michel Strauss au Conservatoire de Boulogne- Billancourt, elle part étudier aux Etats-Unis auprès de grands maîtres, à l’Université de Yale avec Aldo Parisot et le Quatuor de Tokyo puis avec Harvey Shapiro, professeur à la Juilliard School de New York.
De retour en France , elle intègre le Quatuor Arpeggione en 1988 qui se perfectionne auprès des grands quartettistes du moment  (Quatuor Amadeus, Quatuor Alban Berg, Quatuor Lasalle) et partage treize années de tournées internationales dans les salles et les festivals les plus prestigieux d’Europe et grave plusieurs disques.
Elle continue de donner de nombreux concerts (notamment en sonate avec le pianiste Jean-François Bouvery, ou la violoniste Nathalie Chabot).
Elle a formé en 2006 un duo avec Garth Knox, à l’alto et la viole d’amour. Dans un répertoire allant du baroque au contemporain en passant par la musique traditionnelle irlandaise, ils enregistrent deux cds chez ECM D’Amore et Saltarello en 2008 et 2012 puis en 2016 le volume n°30 du Book of Angels Leonard chez Tzadik, le label de John Zorn. En 2017, chez ECM encore, elle grave les duos de Valentin Silvestrov Hieroglyphen der Nacht  avec la violoncelliste Anja Lechner. Elle donne de nombreux récitals solo, et elle crée en 2024 en France de The Little Galway Bay Suite de Garth Knox qui lui est dédiée.
En 2009, Agnès Vesterman enregistre les suites pour violoncelle seul de Philippe Forget.
Agnès Vesterman a été l’une des premières musiciennes en France à s’intéresser aux techniques corporelles (Technique Alexander, Taichi Chuan, Rythmique Dalcroze) et leur application aux instruments à cordes . Elle est intervenue dans de nombreuses formations autour du corps et de l’instrument. (Pôles Sup,Cnsmdp , Médecine de l’art…).
Ce travail libérateur du geste et de la pensée l’a mené à l’improvisation également nourrie par des rencontres avec Vincent Courtois, Joëlle Léandre, Patrick Moutal et Ernst Reijdegger. Depuis 2002, elle a improvisé et composé plusieurs musiques de spectacles et films, et donne de nombreux récitals qui mêlent volontiers musiques écrites et improvisées. Avec des partenaires pianistes comme Christofer Bjurström et Francis Mimoun, elle explore des langages musicaux à la rencontre de leurs mondes en ciné-concert ou en récital.
De 2002 à 2012, elle a composé la musique des spectacles qu'elle a créé avec le poète comédien Vincent Vedovelli. Leur collaboration voit la création de trois spectacles : «Dingdongueries », « Haute Tension » avec le sculpteur Andrzej Krol, (création à Varsovie), « Le chien qui a perdu ses lunettes et autres éclats d‘oubli» et « Autour de Léo ».
En 2010, elle rejoint le Bjurström Quartet composé de musiciens venant des scènes improvisées, du jazz et du classique. Ils enregistrent Ookpik un CD aux éditions Marmouzic.
En 2014, elle participe au spectacle "J'ai tant aimé ce monde" d'après C.F.Ramuz (texte/musique/vidéo) et sur une musique de Bjurström avec le Théâtre Bleu.En 2015-2016, elle met en musique le conte de Barbe-Bleue pour le Festival des Contes et Légendes de Bernicourt et le film « Une femme de Tokyo » d’Ozu.
Depuis 2003, elle est professeur de musique de chambre au Conservatoire National Supérieur de Musique de Paris, professeur de violoncelle au Conservatoire National Régional de Boulogne-Billancourt et formatrice dans les Pôles Supérieurs. Elle anime régulièrement des ateliers d’improvisation et de création dans les conservatoires.
En 2016, elle obtient le Master de recherche et création à l’Université Paris Est pour des travaux de composition sur film et texte.
Sa réflexion sur l’intégration de ces techniques à l’enseignement de la musique classique a été le fruit d’ un mémoire intitulé “L’attitude d’improvisation dans l’apprentissage instrumental” (consultable au Cnsmdp).

## Discographie
- Jurg Frey I listened to the wind again  Louth Contemporary Music CGL 2021
- David Lang Just Trio Medieval en trio avec Garth Knox et Sylvain Lemêtre   LMC 2015
- Saveur Tango Avec Pablo Nemirovky sur des textes de Grégorio Manzur Un temps de Chien Edition
- Leonard, Book of Angels, John Zorn Avec Garth Knox , Sylvain Lemêtre et Julia Robert, Label Tzadik
- Saltarello en trio avec Garth Knox et Sylvain Lemêtre, ECM
- Hieroglyphen der nacht de Valentin Silvestrov avec Anja Lechner, ECM
- D'amore en duo avec Garth Knox, ECM
- Suites pour violoncelle et musique de chambre de Philippe Forget, ANIMA records.
- The battle of Agincourt d'Olivier Greif pour deux violoncelles avec Patrick Langot, ZIGZAG
- Bjuström Quartet, Ookpik.Marmouzic Editions
- Dindongueries  Vincent Vedovelli, Un Temps de Chien edition
- Duo avec Bertrand Giraud au piano, œuvres de Kodaly, Janacek, Prokofief. ANIMA records
- Quatuor Arpeggione Schumann YBA Edition
- Quatuor Arpeggione Dvorak,Schubert YBA Edition